# Clarensac
Clarensac – miejscowość i gmina we Francji, w regionie Oksytania, w departamencie Gard.
Według danych na rok 1990 gminę zamieszkiwało 2208 osób, a gęstość zaludnienia wynosiła 152 osoby/km² (wśród 1545 gmin Langwedocji-Roussillon Clarensac plasuje się na 172. miejscu pod względem liczby ludności, natomiast pod względem powierzchni na miejscu 547.).